# Antonio de Guevara
Antonio de Guevara (født omtrent 1480 i Kantabrien, død 3. april 1545) var en spansk moralist og historiker.
Som ung levede han ved Ferdinand den Katolskes og Isabellas hof, 1528 gik han ind i Franciskanerordenen, men opholdt sig siden mest i kejser Karl V's nærmeste omgivelser, udnævntes til hans hofpræst og historiograf og fulgte ham på rejser; til sidst blev han biskop i Guadix og Mondoñedo. Han roser sig selv af at have været en ivrig inkvisitor over for moriskerne. Guevara var i sin tid en overordentlig anset forfatter, ikke blot i Spanien selv, men også uden for dette land. Han har verdenserfaring og klassisk dannelse, som han holder meget af at vise; men hans sprog er retorisk, kunstlet og skruet. Dog netop ved disse egenskaber behagede han sin samtid. Hans navnkundigste værk er Marco Aurelio eller Reloj de Principes (1529), en slags politisk roman i smag med Xenofons Kyropædi; han søgte at udgive den for et virkeligt oldtidsskrift; men en vis Pedro de Rua overbeviste publikum ved nogle kritiske breve om, at det var et falsum, og angreb i det hele adskilligt i Guevaras skrift og optræden ret kraftigt. Siden fulgte et historisk skrift om de romerske kejsere (Década de los Césares) samt flere afhandlinger af teologisk og moraliserende indhold og en samling, til dels fingerede Epistolas familiares (1539), der gjorde umådelig lykke og ligesom Marco Aurelio kom i en masse oversættelser. Guevaras Obras udgavs 1545 (Valladolid); brevene findes i 13. bind af Rivadeneyras Biblioteca de autores españoles.